# سوسلان آندیف
سوسلان آندیف (به روسی: Сослан Андиев؛ ۲۱ آوریل ۱۹۵۲ – ۲۲ نوامبر ۲۰۱۸) کشتی‌گیر، مربی کشتی و مدیر ورزشی اوستیایی‌تبار اهل روسیه بود. او در دوران فعالیت ورزشی خود در رشتهٔ کشتی آزاد به عنوان ملی‌پوش اتحاد جماهیر شوروی در دستهٔ وزنی فوق سنگین‌وزن برندهٔ مدال طلای دو دورهٔ بازی‌های المپیک در ۱۹۷۶ مونترال و ۱۹۸۰ مسکو شد اما به دلیل تحریم المپیک ۱۹۸۴ لس آنجلس توسط شوروی از دست‌یابی به سومین طلای المپیک بازماند. آندیف همچنین قهرمان چهارگانهٔ مسابقات قهرمانی کشتی جهان (۱۹۷۳، ۱۹۷۵، ۱۹۷۷، ۱۹۷۸) است. فیلا او را به عنوان یکی از اسطوره‌های تاریخ ورزش کشتی در تالار مشاهیر اتحادیه جهانی کشتی قرار داده است.
او در سطح اروپا قهرمان سه دورهٔ مسابقات قهرمانی کشتی اروپا (۱۹۷۴، ۱۹۷۵، ۱۹۸۲) است. قهرمانی چهار دورهٔ جام جهانی کشتی از دیگر افتخارات او است که در جام جهانی سال ۱۹۷۳ او با پیروزی بر کریس تیلور مدال‌آور المپیک در رقابت فینال، موجب قهرمانی اتحاد جماهیر شوروی و غلبه بر ایالات متحده آمریکا شد.
آندیف از سال ۱۹۷۵ تا ۱۹۸۹ به عنوان مربی ورزشی در پلیس اوستیا فعالیت داشت که به او در امر آماده‌سازی و تمرین کمک می‌کرد و پس از بازنشستگی از سال ۱۹۸۵ تا ۱۹۸۹ مربی‌گری تیم ملی کشتی آزاد روسیه را برعهده داشت. او پس از آن در جایگاه‌های وزیر ورزش اوستیایی شمالی، نایب‌رییس کمیته ملی المپیک روسیه و یکی از اعضای کمیته اجرایی آن خدمت کرد.